# 黄衫钝果寄生
黄衫钝果寄生（学名：Taxillus kaempferi var. grandiflorus）为桑寄生科钝果寄生属下的一个变种。

## 扩展阅读
- 維基物種上的相關：黄衫钝果寄生